# CG artwork
CG (viết tắt tiếng Anh: Computer Graphic) là một thuật ngữ được các nước phương Tây sử dụng để chỉ công nghệ đồ họa web kỹ thuật số của Nhật Bản. Trong tiếng Nhật truyền thống, nó là từ viết tắt của đồ họa vi tính (コンピュータグラフィックス) gairaigo Nhật Bản, dùng để chỉ mọi hình thức đồ họa kỹ thuật số, từ kỹ thuật đổ bóng dōjinshi đến nghệ thuật dựng phim. Tuy nhiên, thuật ngữ này ở phương Tây chỉ dành riêng cho công nghệ đồ họa 2D. Trong những năm gần đây, ngành công nghiệp hentai bắt đầu sử dụng công nghệ này vào các dự án thương mại của họ, như eroge, visual novel,...